# Искитим (приток Томи)
Искити́м — река в Юргинском районе Кемеровской области России. Устье реки находится в 180 км от устья Томи по левому берегу, в городе Юрга. Длина реки составляет 55 км, площадь водосборного бассейна — 560 км². Притоки — Поповский, Ключ, Каип, Скакальная, Прямая.

## Данные водного реестра
По данным государственного водного реестра России относится к Верхнеобскому бассейновому округу, водохозяйственный участок реки — Томь от города Кемерово и до устья, речной подбассейн реки — Томь. Речной бассейн реки — (Верхняя) Обь до впадения Иртыша.